# Тиркиз
Тиркиз је непрозиран полудраги камен плаве до зелене боје, по саставу нехидратизирани фофсфат бакра и алуминијума, хемијске формуле . За накит се користи већ неколико хиљада година. Поред Европе и Азије, користили су га северноамерички и јужноамерички Индијанци. 

## Методе побољшања
Како је тиркиз често лошег квалитета, његова отпорност се побољшава различитим методама, најчешће третманом уља или воска, а данас вештачким смолама . 